# 위흥군
위흥군(魏興郡)은 중국 삼국시대에 위나라가 설치한 군이다.

## 조위
215년(건안 20년) 조조가 한중군을 정복하였다. 이후 한중군 동부를 갈라 서성, 상용, 방릉의 세 군을 신설하였다. 219년 유비가 이 일대를 점령하였다. 220년(연강 원년) 위나라에 귀순한 맹달을 우대하여 조비가 앞의 세 군을 합쳐 신성군을 만들고 그 태수를 주었다. 실지배자인 유비는 세 군 체제를 그대로 유지하였다. 하후상, 서황, 맹달이 유봉을 축출하고 신성군을 수복하였다. 그 과정에서 위나라에 호응한 서성태수 신의의 공적을 인정하여 서성군을 위흥군이라 고쳐 부르고 그 자리를 보전해주었다. 237년(경초 원년) 석군(錫郡) 석현을 편입하였다.

## 서진
6현 12,000호를 관할하였다. 대략 지금의 산시성 안캉시에서 후베이성 스옌시 윈양 구까지의 한수 유역이다. 서진말 익주에 성한이 건국되면서 수많은 익주의 주민들이 한중군, 안강군, 신성군, 위흥군지역으로 이주했다.
| 현명   | 한자   | 대략적 위치     | 비고                                                                                  |
| ------ | ------ | --------------- | ------------------------------------------------------------------------------------- |
| 흥진현 | 興晉縣 | 스옌시 윈시 현  | 진흥은 오기이다. 위나라 때 평양(平陽)이라 하던 것을 280년(태강 원년)에 고쳤다.        |
| 안강현 | 安康縣 | 안캉시 북서     | 위나라에서 안양(安陽)이라 부르던 것을 280년에 개명하였다.                             |
| 서성현 | 西城縣 | 안캉시 한빈구   | 위나라 때의 치소. 281년부터 석·흥진현 등으로 옮겼다가 영가 연간에 도로 치소가 되었다. |
| 석현   | 錫縣   | 안캉시 바이허현 |                                                                                       |
| 장리현 | 長利縣 | 스옌시 윈양 구  | 283년 석현에서 분할했다가 284년 다시 없앴다.                                          |
| 순양현 | 洵陽縣 | 안캉시 쉰양 현  | 283년에 설치하였다.                                                                   |

## 유송
2현을 두었다. 송나라말 진창군을 폐지하면서 신흥군(新興郡)을 두었고 진창군의 장락현, 안진현, 연수현, 안락현을 위흥군에 소속시키고 선한현을 파거군에 소속시키며 영도현을 안강군에 소속시켰다. 송서 지리지에는 2현이 기록되어있다.
| 현명   | 한자   | 대략적 위치               | 비고                                                              |
| ------ | ------ | ------------------------- | ----------------------------------------------------------------- |
| 길양현 | 吉陽縣 | 스옌시 주시현 장가언진 서 | 성한이 건국되면서 익주에서부터 피난온 피난민들이 거주하고 있었다. |
| 동관현 | 東關縣 | 스옌시 주시현             | 건평군에서 이주한 피난민들이 거주하고 있었다.                     |

## 남제
6현을 관할했다. 송대의 위흥군지역에는 신흥군이 설치되었다. 수나라때 서성군에 통폐합되었다.
| 현명     | 한자     | 대략적 위치                |
| -------- | -------- | -------------------------- |
| 서성현   | 西城縣   | 안캉 시 북서               |
| 순양현   | 旬陽縣   | 안캉 시 쉰양 현 강가구일대 |
| 흥진현   | 興晉縣   |                            |
| 광창현   | 廣昌縣   |                            |
| 남광성현 | 南廣城縣 |                            |
| 광성현   | 廣城縣   | 안캉 시 쯔양 현 남         |

## 참고 문헌
- 《송서》37권 지 제27 주군3 양주(梁州)
- 戴均良 등, 《中国古今地名大词典》(중국고금지명대사전), 上海辞书出版社, 2005